# Metro w Ankarze

Sieć szybkiego transportu w Ankarze.

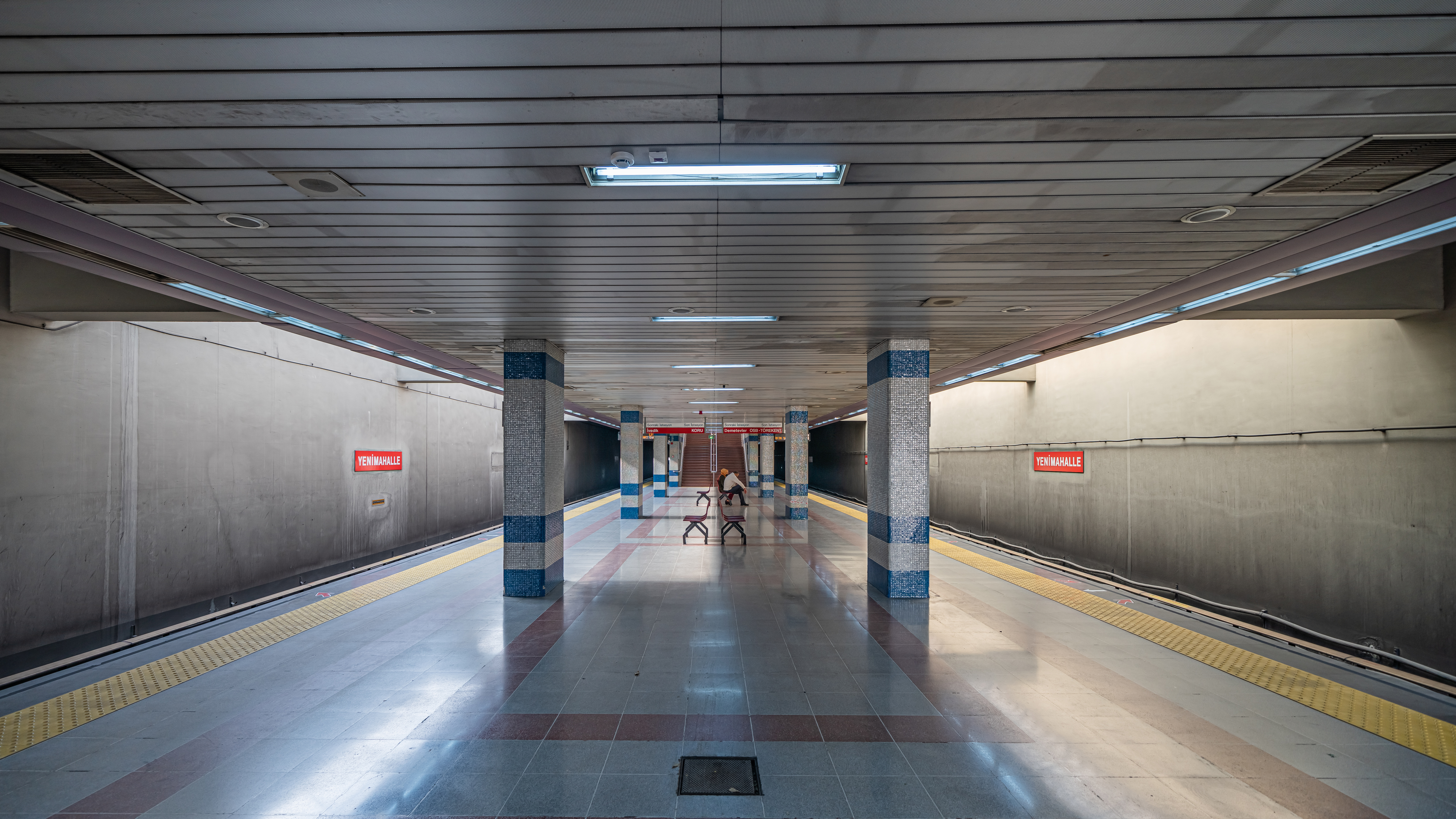
Stacja metra Yenimahalle.

Metro w Ankarze (tr. Ankara Metrosu) – system podziemnej kolei miejskiej działający w Ankarze, stolicy Turcji. Składa się z lekkiej kolei Ankaray, linii M1-M2-M3, powstałej z połączenia linii M1, M2 i M3 w 2019, i linii M4 została otwartej w 2017.

## Ankaray
Ankaray to system "Lekkiego Metra", był pierwszą częścią sieci nowoczesnego transportu. Ankaray zostało zbudowane w ciągu w latach 1992–1996 przez konsorcjum na czele którego stał Siemens. Linia przebiega z zachodu na wschód od stacji AŞTİ (Ankara Şehirlerarası Terminal İşletmesi – Międzymiejski Terminal Autobusowy w Ankarze) do Dikimevi na dystansie 8.7 km, z których 8 km znajduje się pod ziemią. linię obsługuje 11 pociągów, każdy składający się z trzech wagonów, o całkowitej długości 77 metrów. Każdy pociąg posiada 180 siedzeń i mieści maksymalnie 600 pasażerów. Na trasie znajduje się 11 stacji.
Ankaray obsługują pojazdy Siemens-Adtranz-AnsaldoBreda, które są w stanie osiągnąć prędkość 80 km/h i są wyposażone w system hamowania rekuperacyjnego. Planowanie jest wydłużenie liniiAnkaray do długości 22 km. Ostatecznie linia ma osiągnąć zdolność do przewożenia 25.000 pasażerów na godzinę w jednym kierunku do roku 2015.

## Ankara Metro
Ankara Metro zostało uruchomione w 1997 na trasie z Kızılay (centrum miasta) do podmiejskiej dzielnicy Batıkent w kierunku północno-zachodnim. Linia ma długość 14,7 km (6,5 km pod ziemią, 4,5 km na powierzchni i 3,7 km na estakadach) i na jej trasie jest 12 stacji.
Linie Ankara Metro obsługują zmodyfikowane wersje wagonów H-series firmy Bombardier Transportation, które pierwotnie były przeznaczone dla Miejskiego Systemu Transportu (UTDC) w Toronto. Na linii kursuje 108 wagonów zestawionych w 36 pociągów po 3 wagony każdy. Podczas godzin szczytu pociągi są złożone z 5 wagonów. Siedzenia są wykonane z twardego plastiku. Przewiduje się, że przepustowość linii Ankara Metro osiągnie poziom 58.000 pasażerów na godzinę w jednym kierunku w niedalekiej przyszłości.
W budowie są obecnie 3 linie metra w kierunku:
- południowo-zachodnim: Kızılay–Çayyolu, 16 nowych stacji, 18 km
- zachodnim: Batıkent–Sincan, 11 nowych stacji, 18 km
- północnym: Ulus–Keçiören, 6 nowych stacji, 7,9 km

## Obecne stacje

### LiniaAnkaray
- Dikimevi
- Kurtuluş
- Kolej
- Kızılay
  - Stacja przesiadkowa z linią Metro
- Demirtepe
- Maltepe
- Tandoğan
- Beşevler
- Bahçelievler
- Emek
- AŞTİ

### LiniaMetro
- Kızılay
  - Stacja przesiadkowa z linią Ankaray
- Sıhhiye
- Ulus
- Kültür Merkezi
- Akköprü
- İvedik
- Yenimahalle
- Demetevler
- Hastane
- Macunköy
- Ostim
- Batıkent

### Kolej miejska
- Subay Evleri
- Hava Hastanesi
- Yıldırım
- Behiçbey
- Marşandiz
- Motor Mahallesi
- Gazi
- Gazi Mahallesi
- Hipodrom
- Gar
- Yenişehir
  - Stacja przesiadkowa z linią Metro
- Kurtuluş
  - Stacja przesiadkowa z linią Ankaray
- Cebeci
- Demirlibahçe
- Gülveren
- Saimekadın
- Mamak
- Bağ Deresi